# Nederländernas damjuniorlandslag i volleyboll
Nederländernas damjuniorlandslag i volleyboll representerar Nederländerna i juniorsammanhang på damsidan i volleyboll. Laget är en vanlig deltagare i europamästerskapet för de olika åldersklasserna. De har som bäst tagit silver i U18-EM 1999. De har också vid flera tillfällen deltagit i världsmästerskap för de olika åldersklasserna.

## Resultat
| Sport | volleyboll |      |
| Resultat |            |      |
| \| Kronologisk resultatlista \| Kronologisk resultatlista \| Kronologisk resultatlista \| \| ------------------------- \| ------------------------- \| ------------------------- \| \| Pos. \| Tävling \| År \| \| 10 \| U20/U21-VM \| 2023 \| |            |      |
| Redigera uppgifter i faktarutan |            |      |
| Kronologisk resultatlista |            |      |
| Pos. | Tävling    | År   |
| 10 | U20/U21-VM | 2023 |

| Kronologisk resultatlista | Kronologisk resultatlista | Kronologisk resultatlista |
| ------------------------- | ------------------------- | ------------------------- |
| Pos.                      | Tävling                   | År                        |
| 10                        | U20/U21-VM                | 2023                      |

| Sport | volleyboll |      |
| Resultat |            |      |
| \| Kronologisk resultatlista \| Kronologisk resultatlista \| Kronologisk resultatlista \| \| ------------------------- \| ------------------------- \| ------------------------- \| \| Pos. \| Tävling \| År \| \| \| U20/U21-VM \| 1995 \| \| 4 \| U20/U21-VM \| 2003 \| \| 6 \| U20/U21-VM[1] \| 2009 \| \| 4 \| U20/U21-VM \| 2021 \| \| 12 \| U19/U20-EM[2] \| 2024 \| |            |      |
| Redigera uppgifter i faktarutan |            |      |
| Kronologisk resultatlista |            |      |
| Pos. | Tävling    | År   |
| | U20/U21-VM | 1995 |
| 4 | U20/U21-VM | 2003 |
| 6 | U20/U21-VM | 2009 |
| 4 | U20/U21-VM | 2021 |
| 12 | U19/U20-EM | 2024 |

| Kronologisk resultatlista | Kronologisk resultatlista | Kronologisk resultatlista |
| ------------------------- | ------------------------- | ------------------------- |
| Pos.                      | Tävling                   | År                        |
|                           | U20/U21-VM                | 1995                      |
| 4                         | U20/U21-VM                | 2003                      |
| 6                         | U20/U21-VM                | 2009                      |
| 4                         | U20/U21-VM                | 2021                      |
| 12                        | U19/U20-EM                | 2024                      |

| Tävling          | Guld | Silver | Brons |
| Europaungdoms-OS | -    | -      | 1     |

| Kronologisk resultatlista | Kronologisk resultatlista | Kronologisk resultatlista |
| ------------------------- | ------------------------- | ------------------------- |
| Pos.                      | Tävling                   | År                        |
| 9                         | U19/U20-EM                | 1966                      |
| 8                         | U19/U20-EM                | 1969                      |
| 8                         | U19/U20-EM                | 1971                      |
| 6                         | U19/U20-EM                | 1973                      |
| 10                        | U19/U20-EM                | 1975                      |
| 9                         | U19/U20-EM                | 1977                      |
| 8                         | U19/U20-EM                | 1979                      |
| 6                         | U19/U20-EM                | 1982                      |
| 6                         | U19/U20-EM                | 1984                      |
|                           | U19/U20-EM                | 1986                      |
| 11                        | U19/U20-EM                | 1988                      |
| 11                        | U19/U20-EM                | 1990                      |
| 11                        | U19/U20-EM                | 1992                      |
|                           | U19/U20-EM                | 1994                      |
| 8                         | U19/U20-EM                | 1998                      |
| 4                         | U19/U20-EM                | 2002                      |
| 8                         | U19/U20-EM                | 2004                      |
| 10                        | U19/U20-EM                | 2006                      |
| 11                        | U19/U20-EM                | 2008                      |
| 9                         | U19/U20-EM                | 2010                      |
| 10                        | U19/U20-EM                | 2014                      |
| 7                         | U19/U20-EM                | 2018                      |
|                           | Europaungdoms-OS          | 2022                      |
| 4                         | U19/U20-EM                | 2022                      |
| 3                         | Europaungdoms-OS          | 2023                      |

| Tävling          | Guld | Silver | Brons |
| Europaungdoms-OS | -    | -      | 1     |

| Kronologisk resultatlista | Kronologisk resultatlista | Kronologisk resultatlista |
| ------------------------- | ------------------------- | ------------------------- |
| Pos.                      | Tävling                   | År                        |
| 9                         | U19/U20-EM                | 1966                      |
| 8                         | U19/U20-EM                | 1969                      |
| 8                         | U19/U20-EM                | 1971                      |
| 6                         | U19/U20-EM                | 1973                      |
| 10                        | U19/U20-EM                | 1975                      |
| 9                         | U19/U20-EM                | 1977                      |
| 8                         | U19/U20-EM                | 1979                      |
| 6                         | U19/U20-EM                | 1982                      |
| 6                         | U19/U20-EM                | 1984                      |
|                           | U19/U20-EM                | 1986                      |
| 11                        | U19/U20-EM                | 1988                      |
| 11                        | U19/U20-EM                | 1990                      |
| 11                        | U19/U20-EM                | 1992                      |
|                           | U19/U20-EM                | 1994                      |
| 8                         | U19/U20-EM                | 1998                      |
| 4                         | U19/U20-EM                | 2002                      |
| 8                         | U19/U20-EM                | 2004                      |
| 10                        | U19/U20-EM                | 2006                      |
| 11                        | U19/U20-EM                | 2008                      |
| 9                         | U19/U20-EM                | 2010                      |
| 10                        | U19/U20-EM                | 2014                      |
| 7                         | U19/U20-EM                | 2018                      |
|                           | Europaungdoms-OS          | 2022                      |
| 4                         | U19/U20-EM                | 2022                      |
| 3                         | Europaungdoms-OS          | 2023                      |

| Tävling    | Guld | Silver | Brons |
| U17/U18-EM | -    | 1      | -     |

| Kronologisk resultatlista | Kronologisk resultatlista | Kronologisk resultatlista |
| ------------------------- | ------------------------- | ------------------------- |
| Pos.                      | Tävling                   | År                        |
| 9                         | U18/U19-VM                | 1997                      |
| 2                         | U17/U18-EM                | 1999                      |
|                           | U18/U19-VM                | 1999                      |
| 7                         | U17/U18-EM                | 2007                      |
| 11                        | U17/U18-EM                | 2009                      |
| 9                         | U17/U18-EM                | 2013                      |
| 9                         | U17/U18-EM                | 2015                      |
| 7                         | U17/U18-EM                | 2017                      |

| Tävling    | Guld | Silver | Brons |
| U17/U18-EM | -    | 1      | -     |

| Kronologisk resultatlista | Kronologisk resultatlista | Kronologisk resultatlista |
| ------------------------- | ------------------------- | ------------------------- |
| Pos.                      | Tävling                   | År                        |
| 9                         | U18/U19-VM                | 1997                      |
| 2                         | U17/U18-EM                | 1999                      |
|                           | U18/U19-VM                | 1999                      |
| 7                         | U17/U18-EM                | 2007                      |
| 11                        | U17/U18-EM                | 2009                      |
| 9                         | U17/U18-EM                | 2013                      |
| 9                         | U17/U18-EM                | 2015                      |
| 7                         | U17/U18-EM                | 2017                      |

| Sport | volleyboll |      |
| Resultat |            |      |
| \| Kronologisk resultatlista \| Kronologisk resultatlista \| Kronologisk resultatlista \| \| ------------------------- \| ------------------------- \| ------------------------- \| \| Pos. \| Tävling \| År \| \| 10 \| U17/U18-EM[24] \| 2018 \| \| 7 \| U17/U18-EM \| 2022 \| \| 9 \| U16/U17-EM[25] \| 2023 \| |            |      |
| Redigera uppgifter i faktarutan |            |      |
| Kronologisk resultatlista |            |      |
| Pos. | Tävling    | År   |
| 10 | U17/U18-EM | 2018 |
| 7 | U17/U18-EM | 2022 |
| 9 | U16/U17-EM | 2023 |

| Kronologisk resultatlista | Kronologisk resultatlista | Kronologisk resultatlista |
| ------------------------- | ------------------------- | ------------------------- |
| Pos.                      | Tävling                   | År                        |
| 10                        | U17/U18-EM                | 2018                      |
| 7                         | U17/U18-EM                | 2022                      |
| 9                         | U16/U17-EM                | 2023                      |

| Webbplats | http://www.volleybal.nl/ |      |
| Sport | volleyboll               |      |
| Resultat |                          |      |
| \| Kronologisk resultatlista \| Kronologisk resultatlista \| Kronologisk resultatlista \| \| ------------------------- \| ------------------------- \| ------------------------- \| \| Pos. \| Tävling \| År \| \| 5 \| U16/U17-EM[26] \| 2017 \| \| 5 \| U16/U17-EM[27] \| 2019 \| |                          |      |
| Redigera uppgifter i faktarutan |                          |      |
| Kronologisk resultatlista |                          |      |
| Pos. | Tävling                  | År   |
| 5 | U16/U17-EM               | 2017 |
| 5 | U16/U17-EM               | 2019 |

| Kronologisk resultatlista | Kronologisk resultatlista | Kronologisk resultatlista |
| ------------------------- | ------------------------- | ------------------------- |
| Pos.                      | Tävling                   | År                        |
| 5                         | U16/U17-EM                | 2017                      |
| 5                         | U16/U17-EM                | 2019                      |